# Escarificación (césped)
En jardinería y agricultura el término escarificar puede referirse,
- Por una parte, a la acción de rastrillar el césped para airear la tierra y quitar la capa de paja y el musgo que se forma a nivel de las raíces y que asfixia la hierba.
- En segundo lugar, el tratamiento de las semillas para facilitar la germinación. Ver escarificación (semilla)

## Escarificación del césped

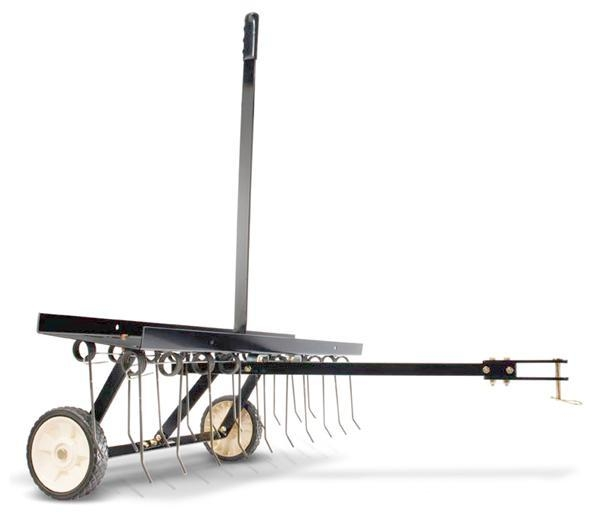
Escarificador de púas para unir a un tractor

La escarificación es una técnica de mantenimiento del césped, que consiste en airear la tierra  para reducir los desperdicios y recortes de pasto que hubiese en el lugar. Ayuda a que el suelo absorba el agua y los nutrientes con mayor facilidad, disminuye la creación de musgo (que aparece en el suelo demasiado húmedo, compacto y con demasiada sombra), y hace que el césped crezca más denso y fuerte.
No debe confundirse con la técnica de la aireación, que es una técnica que busca solucionar problemas comunes, como el exceso de compactación y la falta de aireación del terreno pero actuando de forma diferente sobre el suelo.
La escarificación del césped se hace preferentemente en otoño o primavera.
Cuando el césped debe ser resembrado, la escarificación debe hacerse en otoño, estación es bastante favorable para la siembra.
Es fundamental evitar la escarificación en verano o invierno. Durante el verano, el césped puede sufrir graves daños debido al estrés adicional causado por el calor y la sequía. En invierno, las bajas temperaturas y la falta de crecimiento dificultan la recuperación del césped.

### Los escarificadores

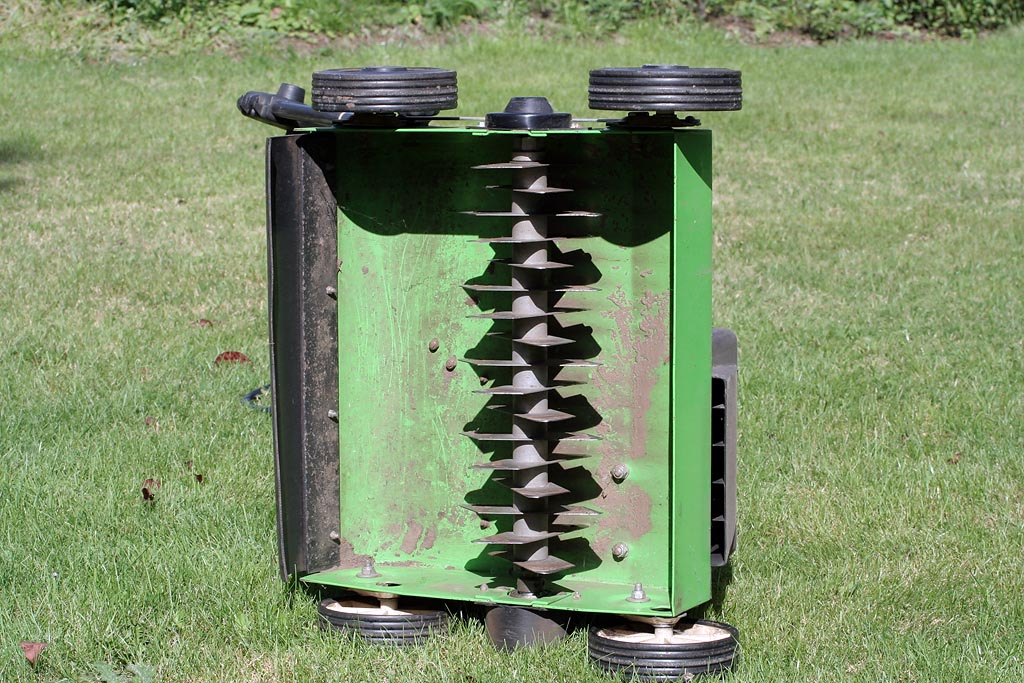
Escarificador eléctrico de cuchillas (vista inferior)

Los escarificadores pueden dividirse según el tipo de elementos que usen para actuar sobre el césped en:
- Escarificadores de cuchillas. Que a su vez pueden ser:
  - de cuchillas fijas
  - de cuchillas flotantes u oscilantes.
- Escarificadores de púas.

La herramienta ideal a utilizar es diferente según la superficie de la tierra:
- Para un terreno menor de 50 m²: escarificador de mano.
- Para un terreno de entre 50 y 100 m²: escarificador manual rotativo o mecanizado.
- Para un terreno de 100 a 500 m²: escarificador con motorización eléctrica.
- Un campo de más de 500 m²: escarificador con motorización térmica que posibilita una gran movilidad.

### Condiciones para la operación
- La tierra antes de la escarificación debe estar húmeda pero no mojada (regar si es necesario);
- Los pases del escarificador deben darse cruzados para mejorar la eficiencia sin riesgo de olvidarnos de algunas zonas de la tierra;
- La escarificación no debe ser demasiado profunda para evitar la ruptura de las raíces;
- Los desechos deberán ser recogidos después del paso del escarificador.